# سیارک ۴۰۴۳
سیارک ۴۰۴۳ (به انگلیسی: 4043 Perolof، نامگذاری:1175T-3) چهار هزار و چهل و سومین سیارک کشف شده‌است که در ۱۷ اکتبر ۱۹۷۷ کشف شد.
قدر مطلق سیارک برابر ۱۲٫۳۰ است.